# Patricia Santo Tomas
Patricia Aragon Santo Tomas (* 24. April 1946 in Santa Rosa, Oriental Mindoro, Philippinen) ist eine philippinische Politikerin.

## Biografie
Nach dem Besuch der Kamuning Elementary School sowie der Quirino High School studierte sie an der Far Eastern University und beendete dieses Studium mit einem Bachelor of Arts (B.A.). Von 1964 bis 1966 war sie als Angestellte beim Senat (Senado ng Pilipinas). Danach absolvierte sie ein Postgraduiertenstudium an der University of the Philippines (UP) in Los Baños (Laguna), das sie mit einem Master of Science (M.Sc.) abschloss. Später absolvierte sie ein weiteres Studium der Verwaltungslehre an der Harvard University in Massachusetts und erwarb dort einen M.Sc. in Public Administration.
Im Anschluss trat sie in den Dienst des Ministeriums für Arbeit und Beschäftigung (Department of Labour and Employment, DOLE), wo sie in den 1970er Jahren Chefin der Abteilung für Arbeitskräfteentwicklung und -nutzung war. Anschließend nahm sie mehrere Verwaltungsaufgaben innerhalb des DOLE war, bevor sie 1978 Lecturer an der UP in Los Baños sowie am Institut für Industrielle Beziehungen der UP war.
Im Mai 1982 wurde sie zur Leiterin der Behörde für Überseebeschäftigung (Philippine Overseas Employment Administration) ernannt und blieb bis September 1987 im Amt. Später war sie von März 1988 bis März 1995 Vorsitzende der Kommission für den öffentlichen Dienst (Civil Service Commission). Nach einer zeitweiligen Tätigkeit als Beraterin für Kommunikationstechnologie in der ländlichen Bildung wurde sie im Juni 1995 zur Professorin für Öffentliche Verwaltung an die University of the Philippines berufen und blieb bis Mai 1996 an diesem Lehrstuhl tätig. Später war sie noch zwischen 1999 und 2000 als Lecturer an der Ateneo Graduate School of Governance tätig.
Am 16. März 2001 wurde sie von Präsidentin Gloria Macapagal-Arroyo zur Ministerin für Arbeit und Beschäftigung (Secretary of Labor and Employment) in deren Kabinett berufen. Nach fünfjähriger Tätigkeit wurde sie 2006 im Rahmen einer Kabinettsumbildung von Marianito Roque abgelöst.
Sie selbst wechselte daraufhin in die Privatwirtschaft und wurde Vorstandsvorsitzende der Staatlichen Entwicklungsbank (Development Bank of the Philippines, DBP), der siebtgrößten Bank der Philippinen und der zweitgrößten staatlichen Bank nach der Land Bank of the Philippines. 